# Hauptstraße (Berlin-Schöneberg)
Die Hauptstraße im Berliner Bezirk Tempelhof-Schöneberg ist die alte Dorfstraße Schönebergs sowie Teil einer wichtigen (südwestwärts führenden) Ausfallstraße Berlins und die zentrale Verkehrsachse zwischen den Ortsteilen Friedenau und Schöneberg.

## Geschichte
Ursprünglich war die Hauptstraße die zentrale Dorfstraße des mittelalterlichen Dorfes Schöneberg, seit Mitte des 18. Jahrhunderts auch die des nördlich anschließenden Dorfes Neu-Schöneberg, einer Ansiedlung böhmischer Zuwanderer. Die Berlin-Potsdamer Chaussee, die erste gepflasterte Chaussee (Landstraße) Preußens, 1792 eröffnet, führte u. a. über die Hauptstraße von Berlin nach Potsdam. Später wurde diese Landstraße Teil der Reichsstraße 1 bzw. – nach Gründung der Bundesrepublik 1949 – der Bundesstraße 1. Heute bildet die rund 2,4 Kilometer lange Straße als Verlängerung der Potsdamer Straße eine wichtige Verbindung von der historischen Mitte Berlins zu den im Bezirk Steglitz-Zehlendorf liegenden südwestlichen Ortsteilen Berlins.
In den Gründerjahren hieß die Verbindung zwischen den damals noch selbstständigen Gemeinden Friedenau und Schöneberg Friedenauer Straße. Ein Teil davon wurde Ende der 1890er Jahre in „Hauptstraße“ umbenannt. Das zwischen Innsbrucker Platz und Rheinstraße verbliebene Stück folgte erst 1907 bzw. 1908. Wie andere Straßen in Berlin hat auch die Hauptstraße als Geschäftsstraße in den letzten Jahren eine deutliche Umstrukturierung des Einzelhandels erfahren, die oft einer Abwertung gleichkommt.

## Verlauf
Von Nordost nach Südwest ergibt sich folgender Verlauf der Hauptstraße:
Die Hauptstraße führt von der Potsdamer Straße über den Richard-von-Weizsäcker-Platz (bis 2021: Kaiser-Wilhelm-Platz), verläuft weiter durch den ursprünglichen Ortskern von Schöneberg, kreuzt die Dominicusstraße und erreicht am Innsbrucker Platz den Ortsteil Friedenau, von wo aus sie bis zum Breslauer Platz führt. Zwischen Grunewald- und Dominicusstraße ist sie Teil der Bundesstraße 1; im südlichen Abschnitt wurde die Bundesstraße 1 nach Fertigstellung der Westtangente auf diesen Teil der Stadtautobahn verlegt. Die Hauptstraße besitzt über ihre gesamte Länge einen Mittelstreifen, der bis in die 1960er Jahre der dort fahrenden Straßenbahn als Trasse diente. In ihrem gesamten Verlauf wird die Hauptstraße von den Metrobus-Linien M48 und M85 durchfahren.
Zu West-Berliner Zeiten war geplant, eine U-Bahn-Linie U10 durch die gesamte Straße zu führen. Beim Bau des Autobahnringes wurde dafür in den 1970er Jahren am Innsbrucker Platz ein 200 Metern langer, tiefer gelegener U-Bahn-Tunnel im Rohbau mitgebaut. Nach Übernahme der West-Berliner Strecken der S-Bahn durch die BVG zu Jahresbeginn 1984 wurden die Planungen zurückgestellt und schließlich 1993 endgültig aufgegeben.
Die Hauptstraße gehört zu einem Pilotprojekt der Senatsverwaltung für Umwelt, Verkehr und Klimaschutz für eine schrittweise Geschwindigkeitsbegrenzung von 30e km/h auf Berliner Hauptstraßen, das dort im Herbst 2018 umgesetzt werden soll.

## Von der Grunewaldstraße bis zum Richard-von-Weizsäcker-Platz

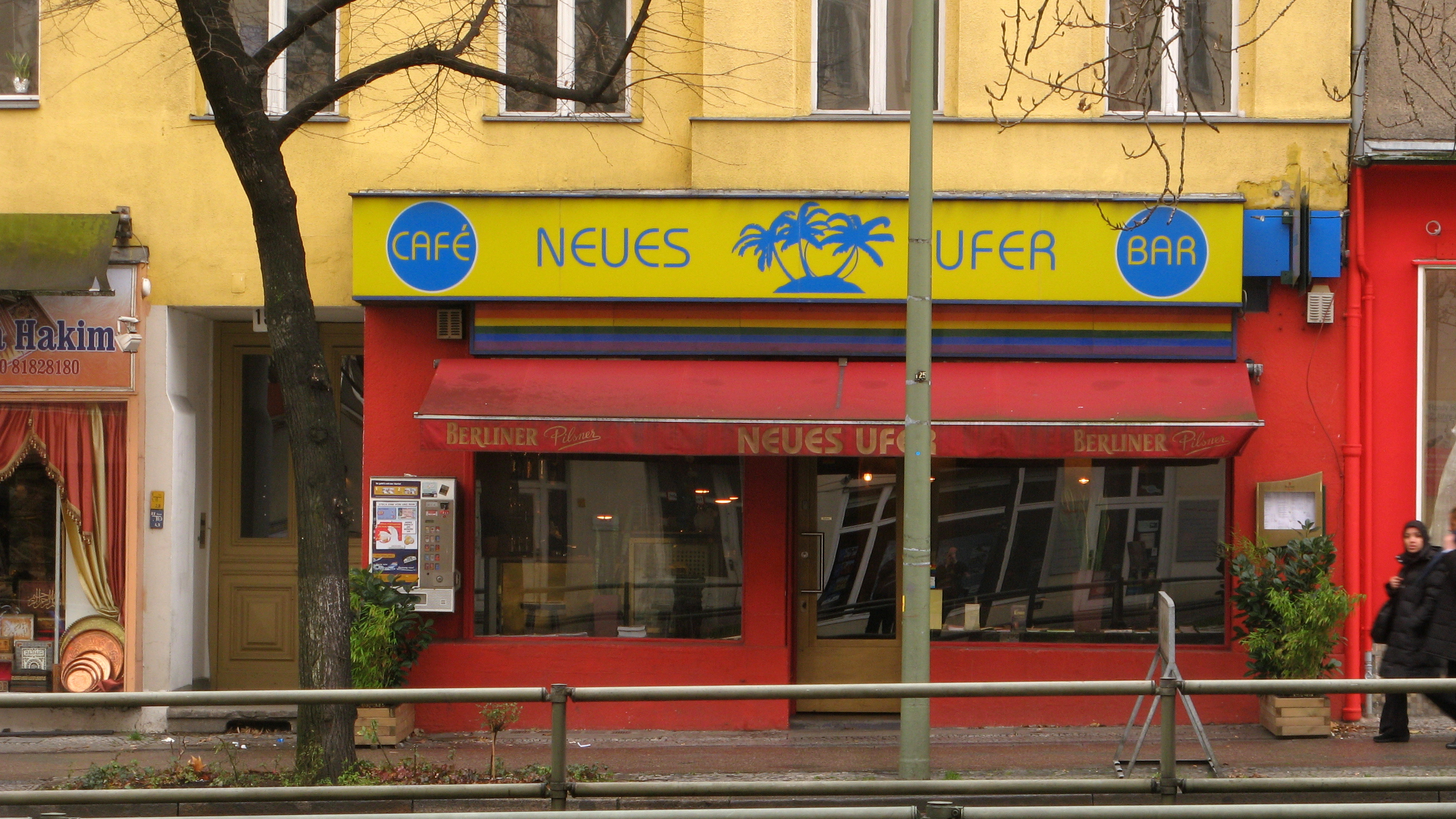
Neues Ufer, ehemals Anderes Ufer, Pionierkneipe der Schwulenbewegung in Berlin

Am U-Bahnhof Kleistpark der Linie U7 beginnt die Hauptstraße an der Kreuzung zur Grunewaldstraße, bei der sie die Potsdamer Straße verlängert. Diese Kreuzung wird durch das Verwaltungsgebäude Potsdamer Straße 188–192 dominiert, in dem von 1945 bis 2008 die Berliner Verkehrsbetriebe (BVG) den Sitz ihrer Hauptverwaltung hatten.
Hinter der Grunewaldstraße verläuft die Hauptstraße deutlich mit einer Steigung, die durch den Übergang des Berliner Urstromtals zur Hochfläche des Teltow entstanden ist. Diese Steigung lässt sich über einige Kilometer in der südlichen Innenstadt und den sich dort anschließenden Bezirken verfolgen.
Dieser Bereich der Hauptstraße ist unter anderem geprägt von Menschen mit ausländischen Wurzeln bzw. ausländischen Vorfahren, die (bzw. deren Vorfahren) sich hier seit den 1960er Jahren niedergelassen haben. Neben türkischen Gemüseläden gibt es Supermärkte und weitere Geschäfte verschiedener Nationalitäten.

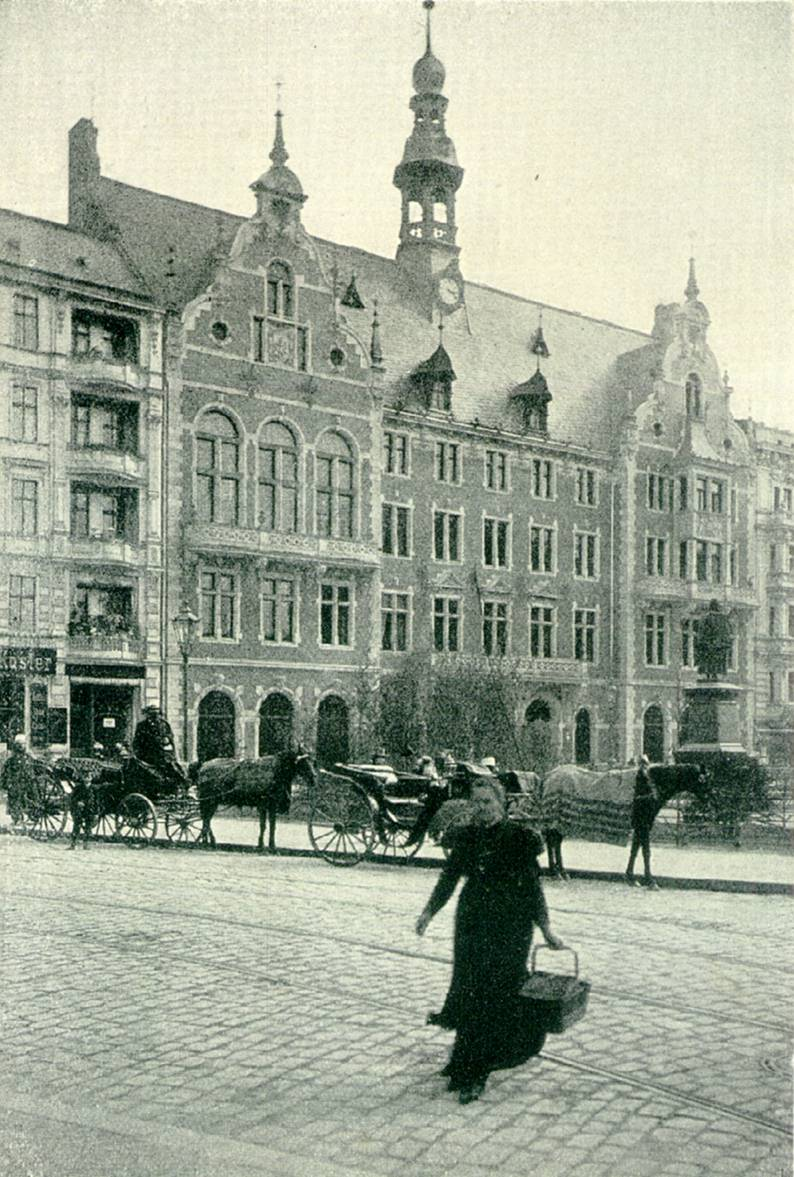
Das ehemalige Rathaus Schöneberg am damaligen Kaiser-Wilhelm-Platz um 1895

In der Hauptstraße 18 am Richard-von-Weizsäcker-Platz (damals noch Kaiser-Wilhelm-Platz) befindet sich das im Jahr 1902 im Neorenaissance-Stil erbaute „Damenheim“, das in der Kaiserzeit ausschließlich von alleinstehenden vermögenden Damen und „höheren Töchtern“ bewohnt wurde. Diese Damen gehörten zu den Frauen, die seinerzeit erstmals in die (damals meist von Männern dominierte) Berufswelt einsteigen durften, beispielsweise Lehrerinnen und Ärztinnen. Der Wohnkomfort war für die Zeit sehr fortschrittlich: Zentralheizung in den teilweise möblierten Zimmern, Speise- und Lesesaal sowie Hauspersonal.
Der heutige Richard-von-Weizsäcker-Platz wurde 2006 mit dem Ziel umgebaut, die große dreieckige Mittelinsel an den östlichen Bürgersteig anzuschließen und damit die Bewegungsmöglichkeiten für Fußgänger und die Aufenthaltsqualität in diesem örtlichen Zentrum zu verbessern. Seitdem werden die von Süden kommenden Rechtsabbieger zur Kolonnenstraße zunächst noch mit der Hauptfahrbahn geführt, bevor sie erst am Platzende rechts in den Richard-von-Weizsäcker-Platz einbiegen und dann weiter in die Kolonnenstraße fahren können. Auf der großen Platzfläche steht eine Gedenktafel für die Opfer der Konzentrationslager mit dem Titel „Orte des Schreckens, die wir niemals vergessen dürfen“ und den Namen der Lager.
Auf der östlichen Seite des damaligen Kaiser-Wilhelm-Platzes befand sich das alte Schöneberger Rathaus. Nach Fertigstellung des neuen und in der Nachkriegszeit weltweit bekannten Schöneberger Rathauses am damaligen Rudolph-Wilde-Platz (dem heutigen John-F.-Kennedy-Platz) im Jahr 1914, wurde das Gebäude anderweitig genutzt und im Zweiten Weltkrieg zerstört.
Am Platz schwenkt die Hauptstraße leicht in südwestliche Richtung ab. Nach Osten zweigt die Kolonnenstraße in Richtung der „Roten Insel“ und weiter als Dudenstraße zum ehemaligen Flughafen Tempelhof ab. Nach Nord-Nord-Ost zweigt die Crellestraße (früher: Bahnstraße) ab, die zum S-Bahnhof Großgörschenstraße führt.
Der Richard-von-Weizsäcker-Platz ist das Zentrum von Schöneberg mit vielfältigen Einkaufsmöglichkeiten im Einzelhandel, unter anderem in der Kaiser-Wilhelm-Passage. Im ehemaligen Kaufhaus Hertie befand sich bis in die 1980er Jahre eine der Filialen des Kaufhauses Bilka, einer Tochter des damaligen Hertie-Konzerns. Später wurde dieses Haus unter dem Namen Hertie weitergeführt. Nach der Fusion der Hertie Waren- und Kaufhaus GmbH mit dem Karstadt-Konzern trug dieses Haus dessen Namen und behielt diesen auch nach dem Verkauf an die Karstadt Kompakt GmbH & Co. KG zunächst bei. Nach der Umfirmierung im März 2007 bis zur Schließung im August 2009 hieß dieses Kaufhaus wieder Hertie. Seit November 2009 wird das Erdgeschoss dieses Gebäudes durch eine Filiale der Schuhhandelskette Reno wieder genutzt.

## Vom Richard-von-Weizsäcker-Platz zum Innsbrucker Platz

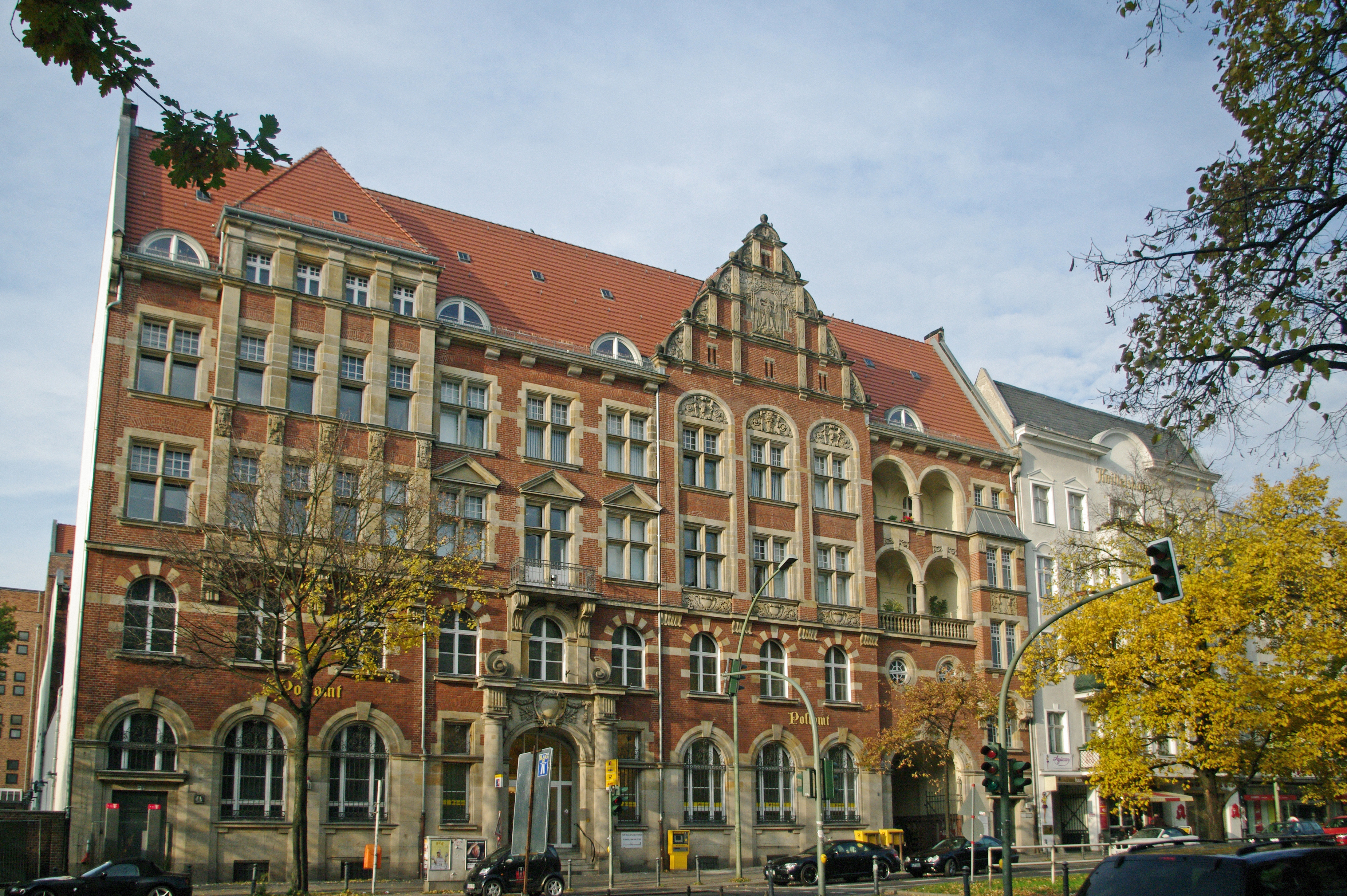
Das Postamt Schöneberg zwischen Richard-von-Weizsäcker-Platz und Albertstraße

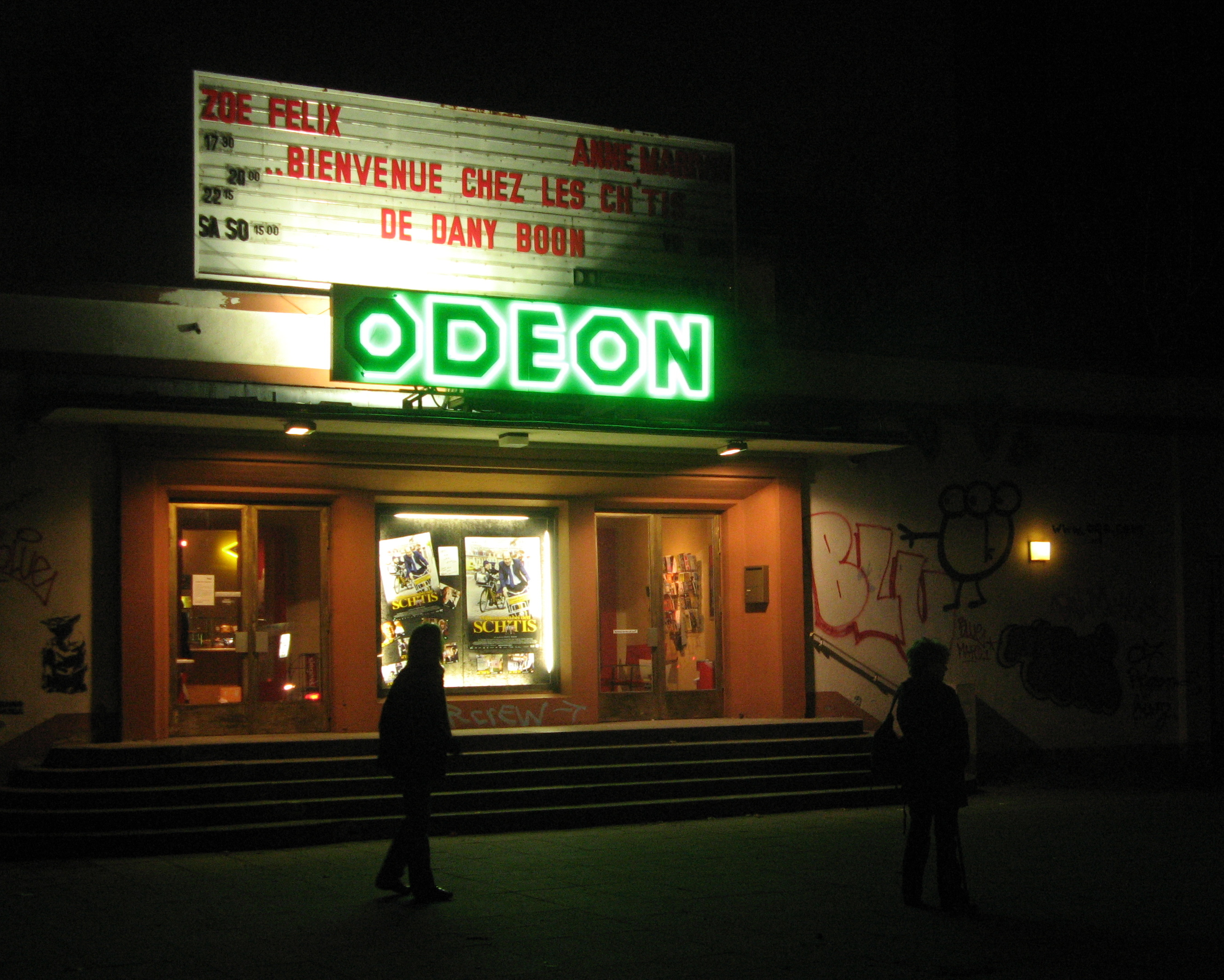
Das Kino Odeon an der Hauptstraße

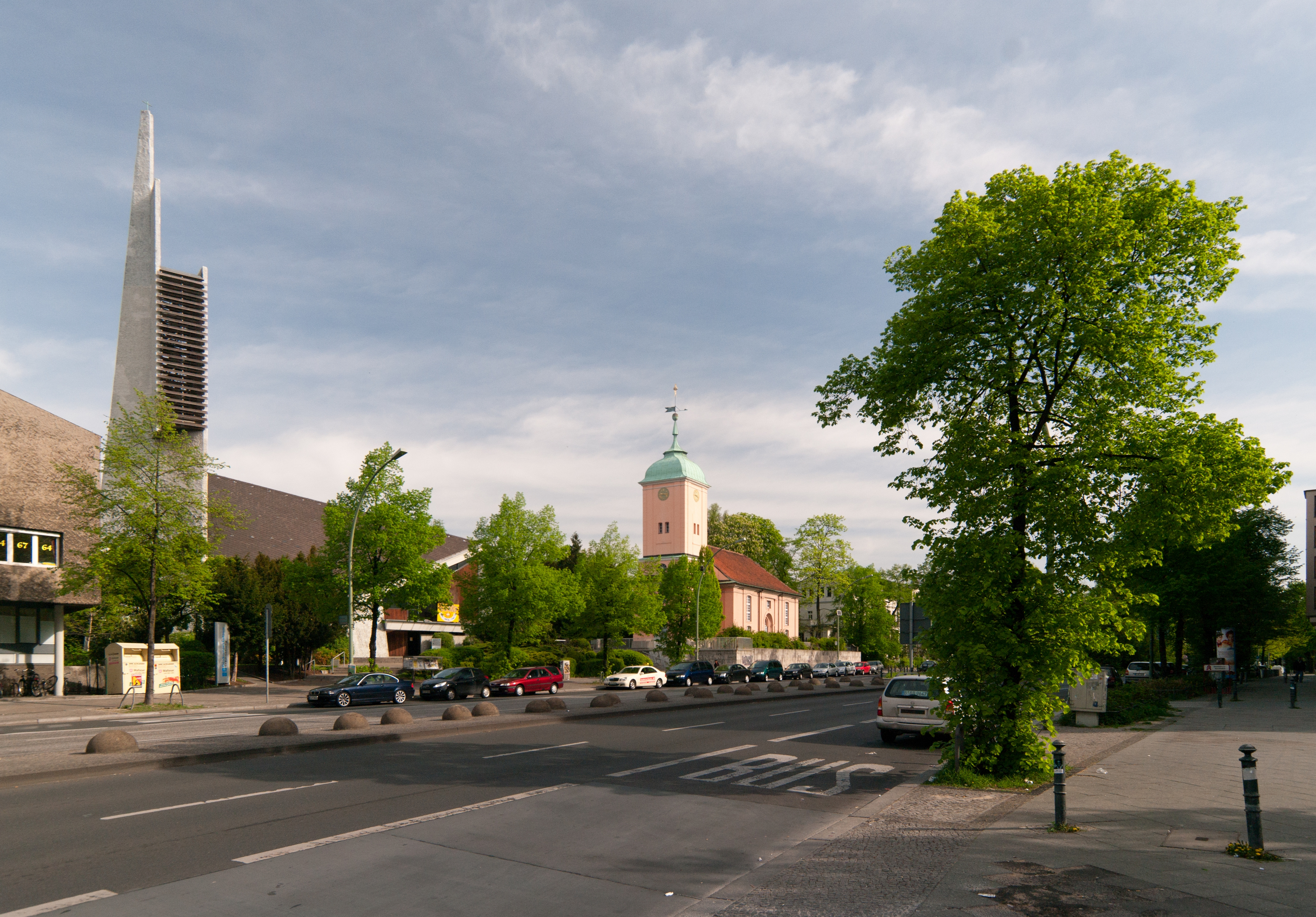
Die Hauptstraße in Höhe der Dominicusstraße mit der Paul-Gerhardt-Kirche und der Dorfkirche Schöneberg

Von hier aus verläuft die Hauptstraße weiter durch dichtbebautes Gebiet, das auch vom Einzelhandel genutzt wird. Zwischen Richard-von-Weizsäcker-Platz und Dominicusstraße durchquert die Hauptstraße den historischen Kern von Alt-Schöneberg, einer mittelalterlichen Dorfgründung als Angerdorf. Man kann Spuren davon noch erkennen: In diesem Bereich öffnet sich der Mittelstreifen der Hauptstraße angerförmig, außerdem ist die alte kleine Dorfkirche noch in exponierter Lage an der Hauptstraße vorhanden, ebenso Bauwerke, die nicht dem in der Berliner Innenstadt üblichen gründerzeitlichen Mietskasernen-Duktus entsprechen. Nördlich der Kreuzung Dominicus-/Hauptstraße findet sich eine bemerkenswerte Konzentration von Kirchen, Sakralbauten und Gemeindezentren beiderseits der Hauptstraße. Neben der Dorfkirche finden sich hier die katholische St. Norbertkirche, die evangelische Paul-Gerhardt-Kirche und das Gemeindeareal der Baptistengemeinde Schöneberg, sowie in der Feurigstraße die ehmelige methodistische Kirche mit Turm, die entwidmet wurde und zur Wohnkirche umgebaut wird. Hierbei entstehen Wohnungen im Kirchengebäude. Westlich der Hauptstraße bilden die Paul-Gerhardt-Kirche, St. Norbert, sowie weitere kirchliche Bauten ein markantes Bauensemble (auf einem abknickenden, zur Dominicusstraße bandartig durchgehenden Areal), gestaltet nach Entwürfen von Hermann Fehling und Kollegen. In das Ensemble ist auch die Dorfkirche einbezogen. Nördlich anschließend an das kirchliche Ensemble befindet sich von der Hauptstraße durchgehend bis zur Belziger Straße der Friedhof der evangelischen Kirchengemeinde. Das Areal der Baptisten Schöneberg auf der östlichen Straßenseite der Hauptstraße hat eher Campus-Charakter. Das Areal reicht bis zur parallel verlaufenden Feurigstraße. In der Mitte des Areals befindet sich das dreiseitig freistehende turmlose, etwas expressionistisch anmutende Kirchengebäude. Rückseitig zur Feurigstraße angebaut ist eine Mehrzweckhalle der Baptistengemeinde. Zahlreiche Altbauten auf dem Gelände werden von der Immanuel Diakonie genutzt, deren Träger die Baptisten Schöneberg sind.
Prägende Bauten in diesem Abschnitt sind außerdem Gebäude aus der Gründerzeit: Hier befinden sich das Postamt Schöneberg und einige – zum Teil noch gut erhaltene bzw. restaurierte – Häuser aus der Zeit, als „Mietskasernen“ erbaut wurden. An der Kreuzung zur Albertstraße bietet sich ein Blick nach Osten zum alten Gasometer Schöneberg an.
Insbesondere auf der westlichen Seite stehen alte Stadtvillen. Diese Gebäude gehörten den sogenannten „Millionenbauern“, die in der Gründerzeit ihre großen Ländereien an die Stadt verkauften und damit zu einem ansehnlichen Vermögen kamen. Auf der Ostseite lag der ehemalige Prälat Schöneberg, ein Veranstaltungsort, von dem nur noch die unter Denkmalschutz stehenden Säle im hinteren Teil des Grundstücks erhalten sind. Die gesamte Vorderfront des Gebäudes zur Hauptstraße hin wurde 2007 abgerissen und mit einem Supermarkt bebaut. An der Hauptstraße liegen hier unter anderem das Stadtbad Schöneberg, eine Polizeidienststelle und auf einer kleinen Anhöhe die bereits erwähnte Dorfkirche Schöneberg, die älteste Kirche des Ortsteils. Westlich des Stadtbades und der Kirche schließt sich der Heinrich-Lassen-Park an, benannt nach dem von 1864 bis 1953 lebenden Berliner Architekten und Kommunalpolitiker Heinrich Lassen.
An der Kreuzung mit der Dominicusstraße (benannt nach dem ehemaligen Bürgermeister Alexander Dominicus) zweigt die Trasse der Bundesstraße 1 von der Hauptstraße östlich ab. Etwa 300 Meter entfernt liegt der S-Bahnhof Schöneberg, ein wichtiger Umsteigepunkt zwischen der Ringbahn und der Wannseebahn. In westlicher Richtung sieht man das rund 400 Meter entfernte Rathaus Schöneberg.
Der Straße weiter südlich folgend befinden sich zahlreiche Ladengeschäfte in den Häusern, bis zum findet man noch Häuser mit alter Bausubstanz in unterschiedlichem Zustand. Der Einzelhandel in diesem Gebiet steckt derzeit im Strukturumbruch: Viele der alt eingesessenen Fachgeschäfte, wie z. B. Buchhandlungen oder Radiohändler mussten aufgrund rückläufiger Umsätze, abwandernder Kunden bzw. überzogener Mietforderungen in den 2000er Jahren aufgeben. Ladengeschäfte stehen längere Zeit leer oder werden nur kurzzeitig als Schnäppchenmärkte o. ä. angemietet. Während sich die Gewerbetreibenden in der südlich liegenden Rheinstraße zusammengeschlossen haben und neben gemeinsamen Werbeaktionen zweimal im Jahr das „Rheinstraßenfest“ veranstalten, gibt es hier bislang noch keine vergleichbaren Aktivitäten, um die Kunden und Anrainer an ihre Einkaufsstraße zu binden.

## Vom Innsbrucker Platz zum Breslauer Platz

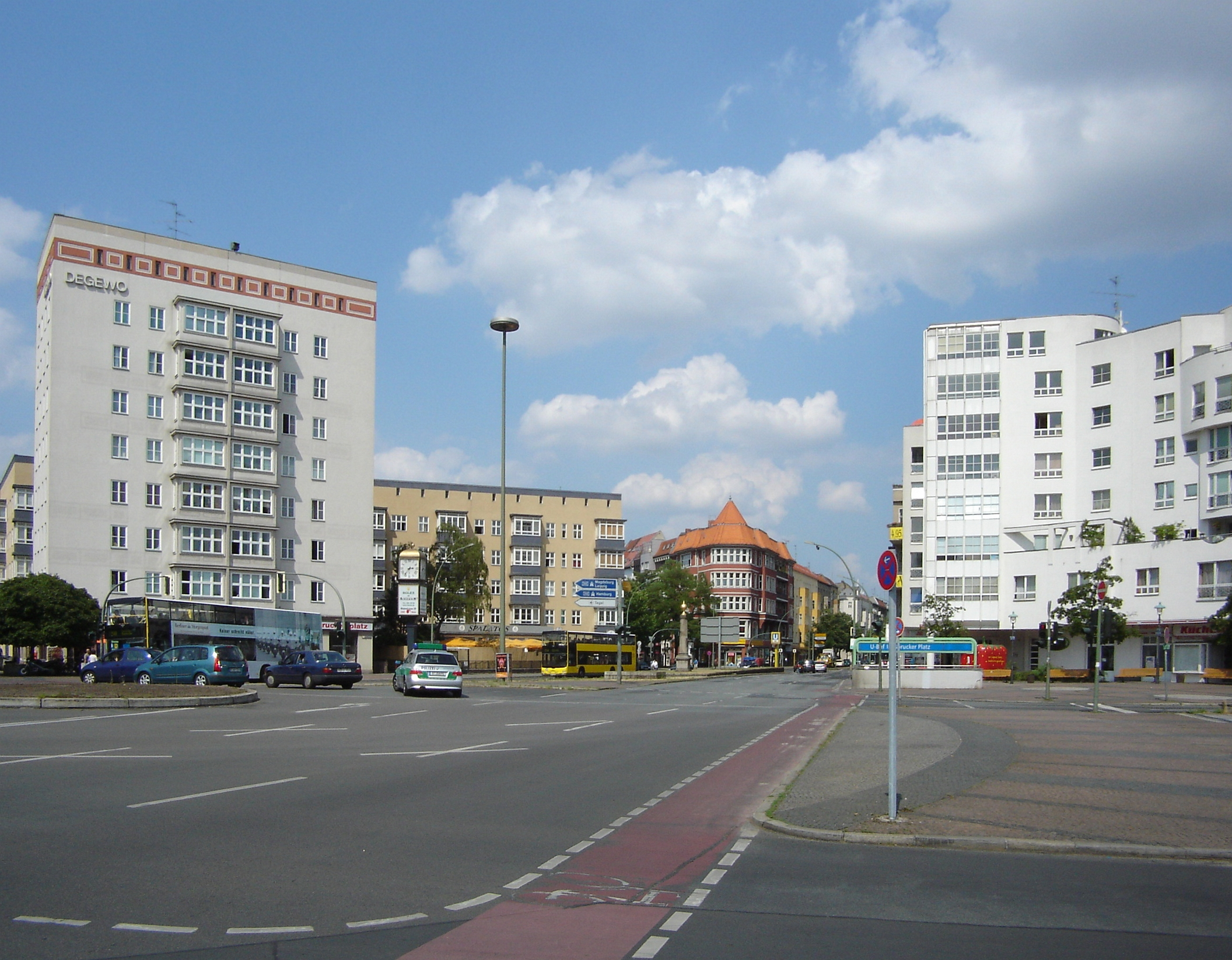
Der Innsbrucker Platz mit Blick nach Norden

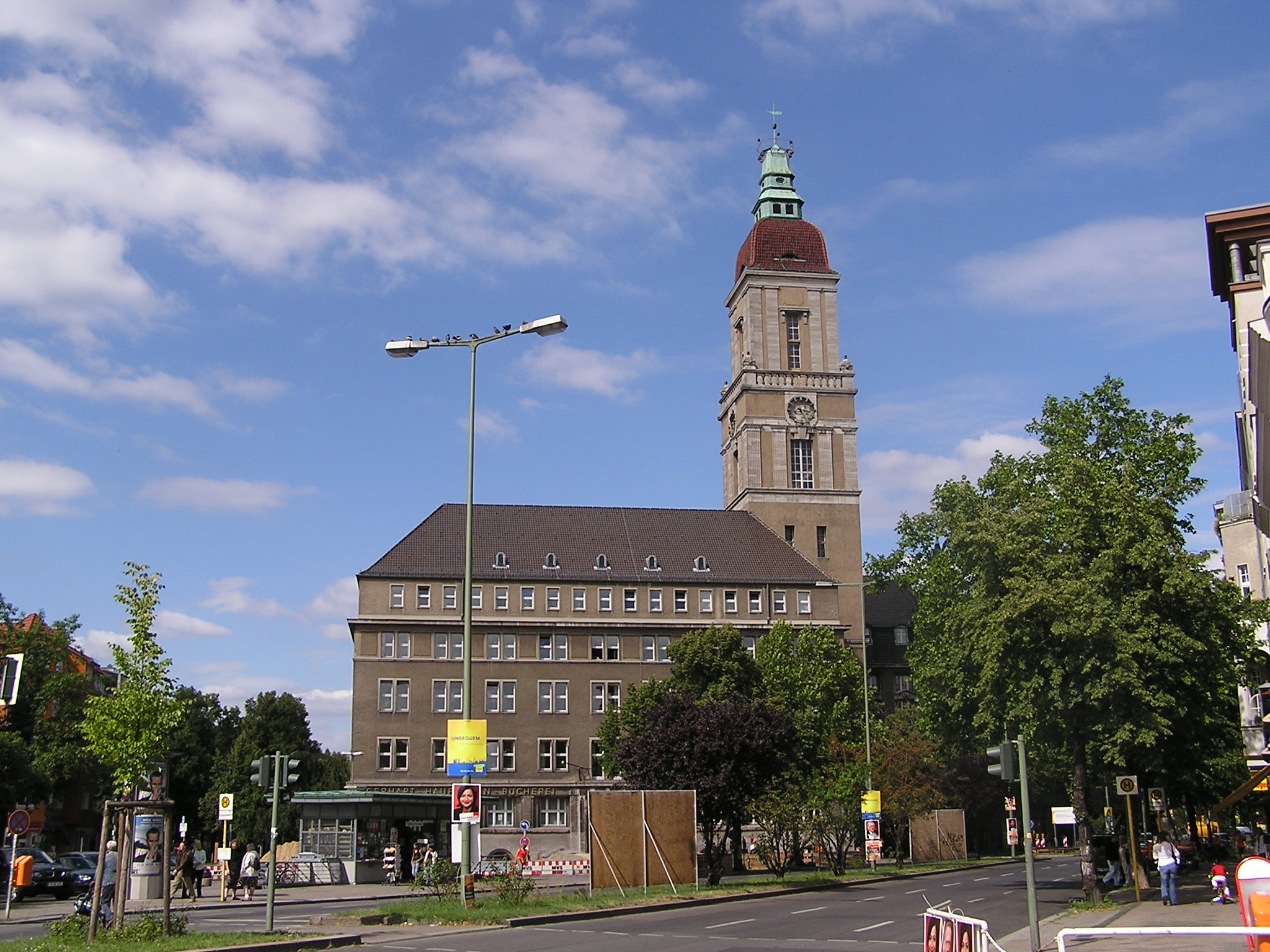
Das Rathaus Friedenau am Übergang von der Hauptstraße zur Rheinstraße

Hinter der Einmündung der Martin-Luther-Straße erreicht man in Höhe der auf der Mittelinsel stehenden Postmeilensäule den Innsbrucker Platz. Die Säule erinnert die an die historische Bedeutung der Straße als Verbindung zwischen Alt-Berlin und Potsdam. Neben einigen Wohn- und Geschäftshäusern ist am Innsbrucker Platz noch ein unterirdisch gelegener Lidl-Supermarkt in einer Verteilerebene des U-Bahnhofs der geplanten Linie U10 zu nennen.
Am Innsbrucker Platz wechselt die Hauptstraße in den Ortsteil Friedenau. Hier überquert die Ringbahn die Hauptstraße und die Stadtautobahn unterquert sie unter dem Platz. Der S-Bahnhof Innsbrucker Platz ist nach der Wiederinbetriebnahme der Ringbahn seit 1994 ein wichtiger Verkehrsknotenpunkt. Die S-Bahn-Linien S41, S42 und S46 halten hier auf der Ringbahntrasse. Außerdem beginnt hier mit der Linie U4 die kürzeste U-Bahn-Linie Berlins, die lediglich aus vier weiteren Stationen besteht und quer durch Schöneberg zum Nollendorfplatz führt. Von der Autobahn erreicht man den Platz über die Anschlussstelle 17 – Innsbrucker Platz. Neben den S-Bahn-Linien und der U-Bahn-Linie verkehren drei Buslinien am Innsbrucker Platz.
Die kleineren – ursprünglich vom Innsbrucker Platz abzweigenden – Verbindungen (Innsbrucker Straße, Ebersstraße und Eisackstraße) enden als Sackgassen vor dem Platz bzw. vor einer neugeschaffenen Grünanlage und können nur über andere Seitenstraßen erreicht werden. Im südlichen Bereich des Platzes befindet sich eine Grünanlage mit Spielplatz.
Hinter der Brücke der Ringbahn befindet sich hinter dem Abzweig der Rubensstraße das im Jahr 1954 als angeblich „atombombensicheres“ Gebäude erbaute WK-Hochhaus sowie die seit 1995 denkmalgeschützte Siedlung der Ceciliengärten. Die Anlage ist von dieser Seite über die Sponholz- und die Traegerstraße zu erreichen und stellt unter Architekturkennern eine der gelungensten Wohnanlagen der 1920er Jahre in Berlin dar.
Weiter führt die Hauptstraße in südwestlicher Richtung zum Breslauer Platz, wobei überwiegend drei- bis viergeschossige Wohnbebauung mit großzügigen Wohnungen aus der Zeit vor 1910 durchquert wird. Vereinzelt gibt es Neubauten, die in kriegsbedingten Baulücken entstanden, wie die Hochhäuser südlich des Innsbrucker Platzes.

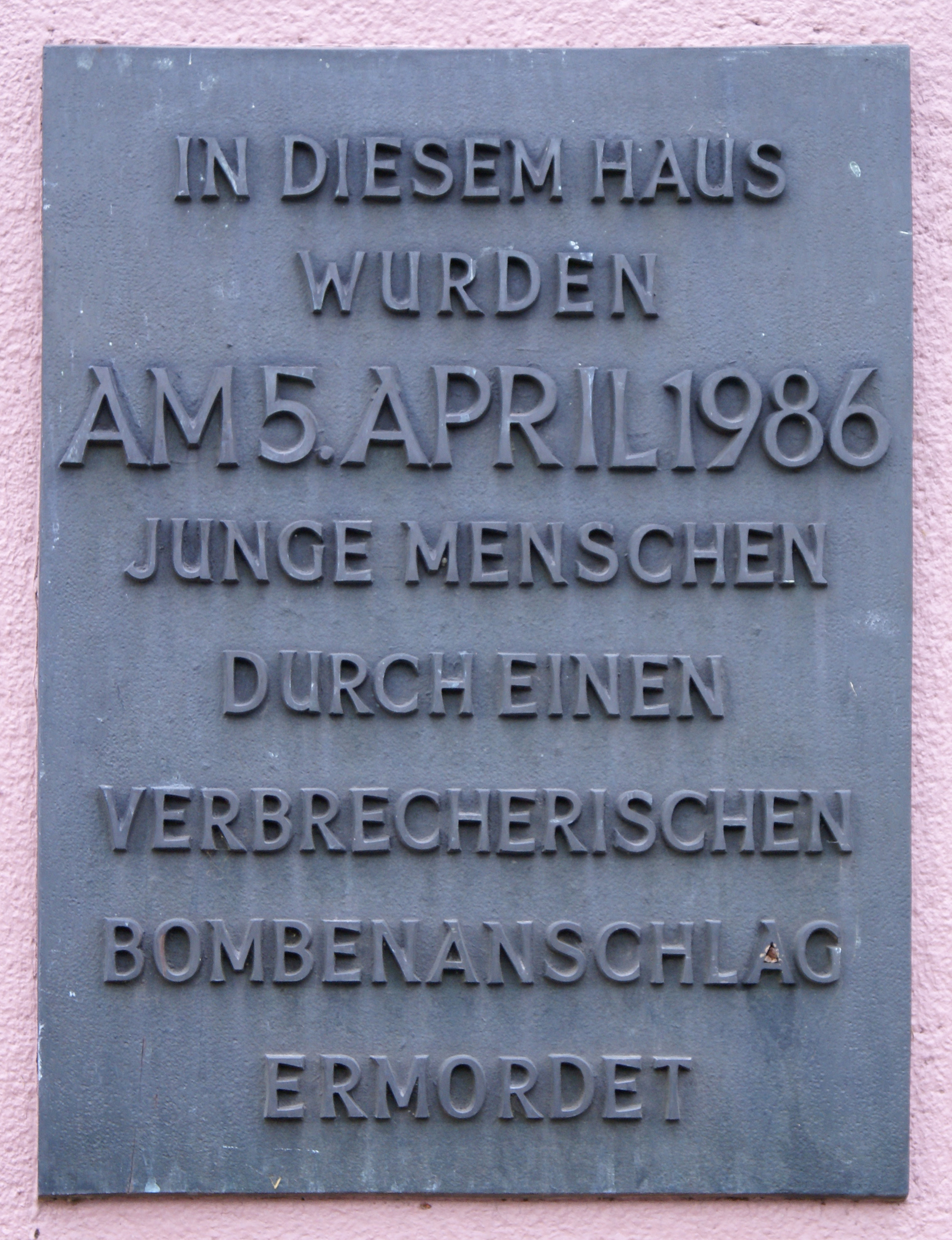
La-Belle-Gedenktafel am Roxy-Palast

In der Hauptstraße 78/79 befindet sich das im Jahr 1929 als Stahlskelettbau eröffnete Gebäude des Roxy-Palastes. Es wurde als Büro- und Geschäftshaus (linker Teil des Gebäudes) mit angeschlossenem Lichtspieltheater (rechter Teil mit 1106 Sitzplätzen) erbaut. Das Haus gilt als Hauptwerk der Neuen Sachlichkeit des Architekten Martin Punitzer. Die horizontal verlaufenden Fenster des Gebäudes symbolisieren Filmstreifen. Hier ereignete sich in der Nacht vom 4. auf den 5. April 1986 ein Attentat auf die seinerzeit dort befindliche Diskothek La Belle, das weltweit Aufsehen erregte. Im ehemaligen Kinoraum befand sich bis 2009 ein Teppich- und Tapetenmarkt, der seitdem als Biomarkt genutzt wird.
Gegenüber sollte um 1930 an der Ecke zur Fregestraße ein sechs- bis siebengeschossiges Hertie-Warenhaus des Architekten Johann Emil Schaudt im Stil der Neuen Sachlichkeit als „Einfalltor“ zu den damals neu gebauten Wohnanlagen an der Rubensstraße und den Ceciliengärten errichtet werden. Der Bau kam allerdings nie über die Planungsphase hinaus.
Parallel zur Hauptstraße verläuft in diesem Bereich rund 400 Meter südöstlich die als Wannseebahn bekannte S-Bahn-Linie S1.
Am Breslauer Platz liegt das in den Jahren 1913–1916 im Jugendstil erbaute Rathaus Friedenau. Auf dem Platz wird an drei Tagen in der Woche ein Wochenmarkt abgehalten.
Am Breslauer Platz geht die Hauptstraße in die Rheinstraße über, die ihrerseits am Walther-Schreiber-Platz in die dann weiter in südwestlicher Richtung verlaufende Schloßstraße in Steglitz übergeht.

## Bekannte Anwohner
- Am Haus Hauptstraße 8 befindet sich eine Gedenktafel für Georg Meisenbach, den Erfinder der Autotypie und des Glasgravurrasters, der hier seine Produktionsgebäude hatte.
- In den 1920er Jahren lebte der Maler, Grafiker und Modezeichner Rolf Niczky in der Hauptstraße 34.[3]
- Der britische Musiker David Bowie wohnte Ende der 1970er Jahre in der Hauptstraße 155 und wurde hier unter anderem zu seinem bekannten Stück Heroes inspiriert, das eine Liebe im Schatten des Ost-West-Konfliktes thematisiert. In der Nachbarwohnung des Hauses wohnte der mit Bowie befreundete Rocksänger Iggy Pop. Später zog der Schriftsteller Jeffrey Eugenides in dasselbe Haus, die Hauptstraße hat deutliche Spuren in seinem Roman Middlesex hinterlassen. Nach Bowies Tod im Jahr 2016 wurden über 12.000 Unterschriften für eine Umbenennung dieses Abschnitts der Hauptstraße in „David-Bowie-Straße“ gesammelt,[4] die Initiative blieb jedoch erfolglos.
- Am Haus Hauptstraße 97 befindet sich eine Gedenktafel für August Bebel, den seinerzeit dort lebenden Mitbegründer der SPD. Zeitweise wohnte er auch in der Hauptstraße 84.
- Der spätere Bundespräsident Theodor Heuss wohnte von 1918 bis 1930 an der Ecke zur Hauptstraße in dem Haus Fregestraße 80 und war in dieser Zeit u. a. Stadtverordneter von Schöneberg (Gedenktafel).

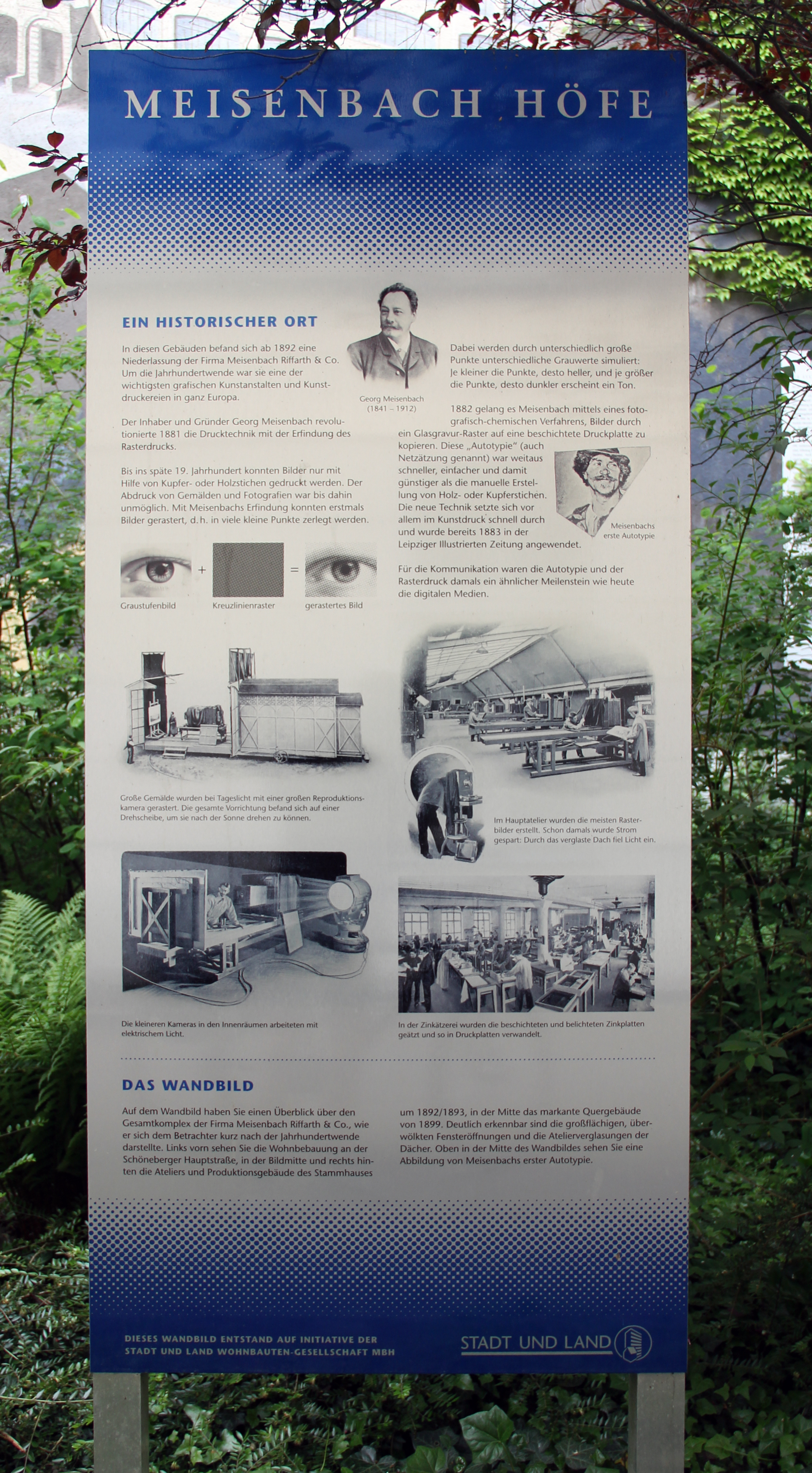
Gedenktafel für Georg Meisenbach, Hauptstraße 8
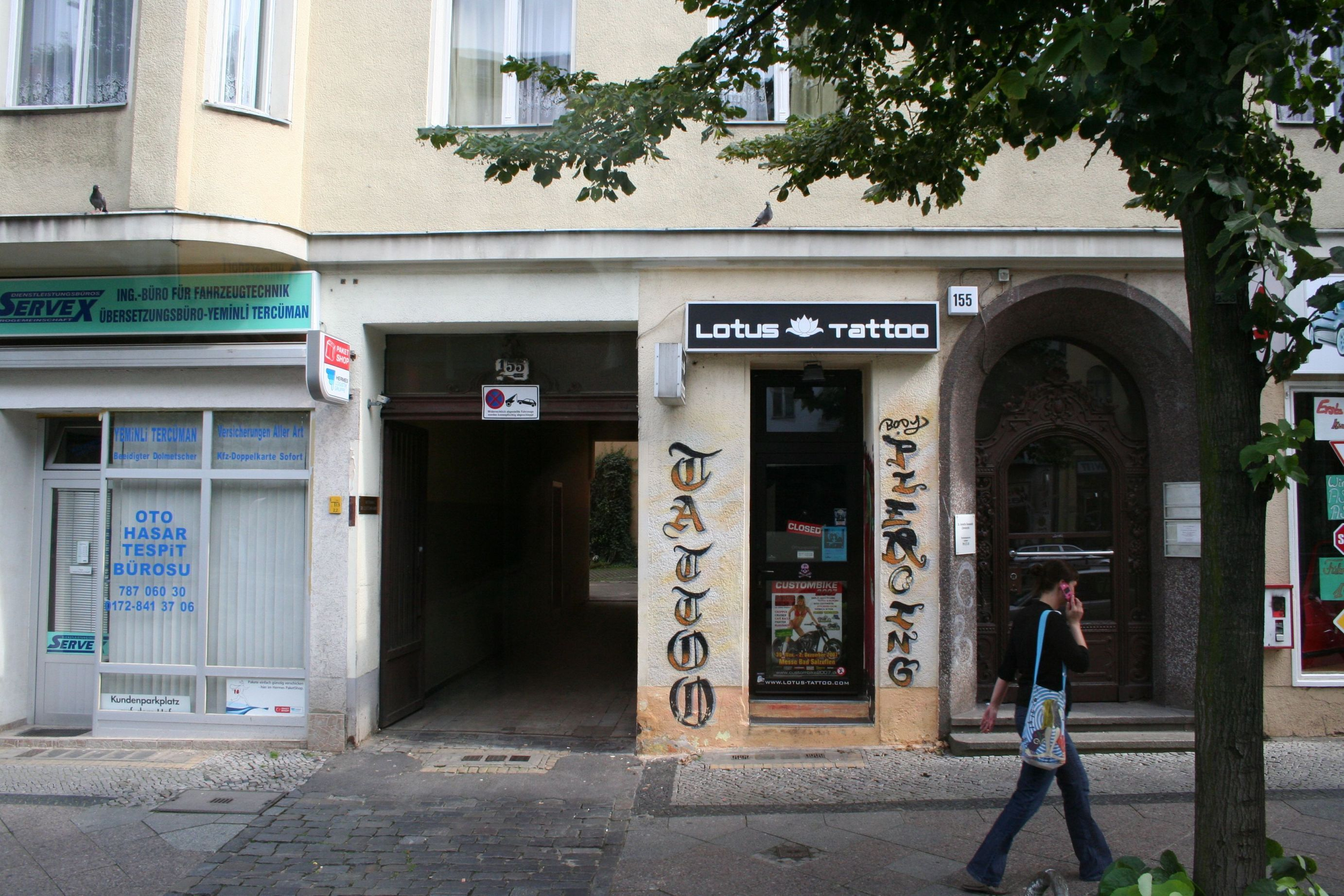
Hauseingang von David Bowies ehemaliger Wohnung in Berlin
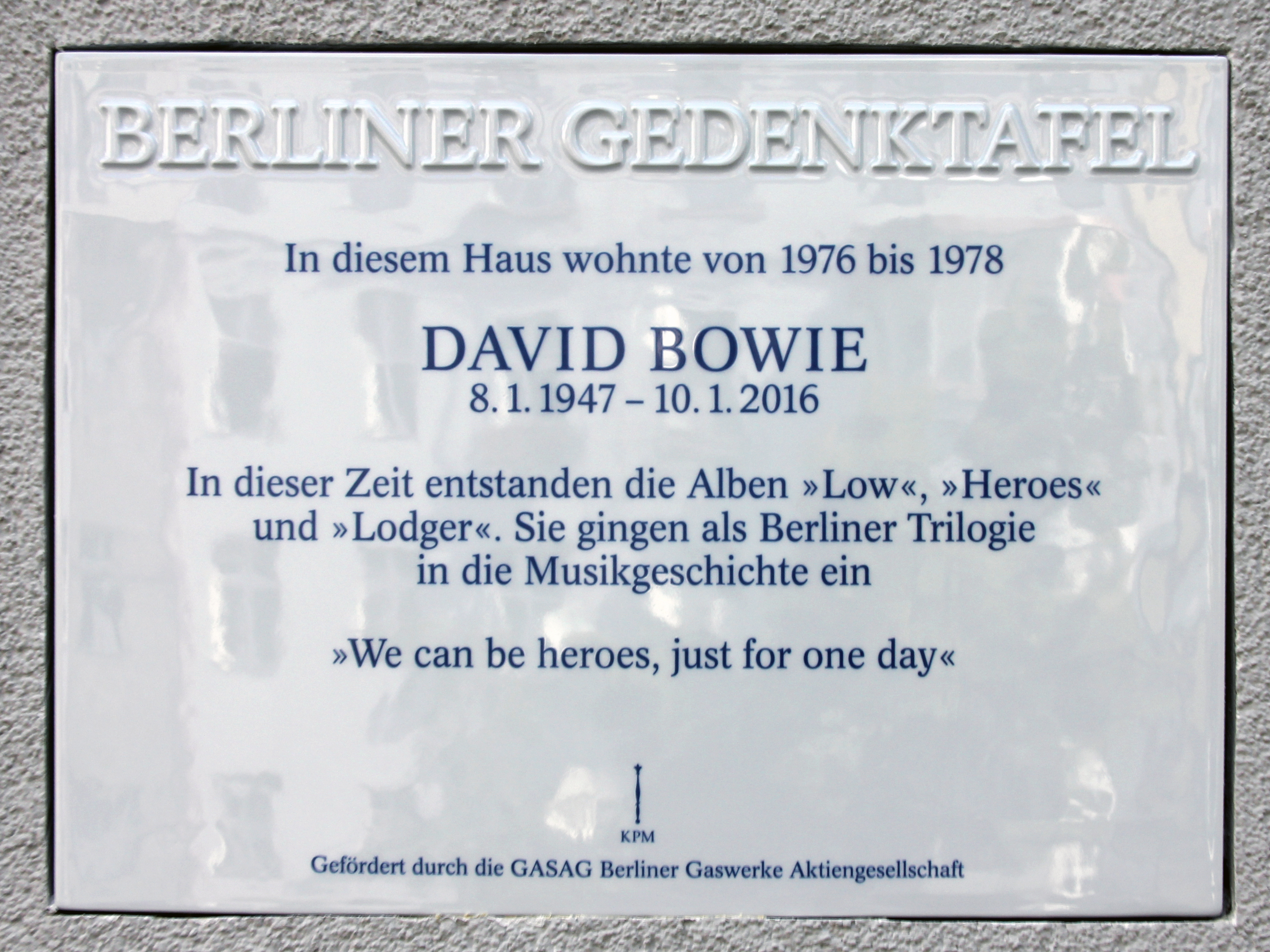
Berliner Gedenktafel am Haus Hauptstraße 155